# Agenția Națională Împotriva Traficului de Persoane
Agenția Națională Împotriva Traficului de Persoane (ANITP) a fost înființată în martie 2006, pentru o mai bună coordonare a activității instituțiilor de stat împotriva traficului de ființe umane. Agenția are sarcina de a coordona aplicarea Planului național de măsuri și de a armoniza politicile naționale în domeniul combaterii traficului de persoane.
Printre obiectivele acesteia se numără înființarea unei linii telefonice de urgență naționale în probleme de trafic de persoane, precum și a unei baze de date naționale (centralizate), care să reunească datele primite de la organele de ordine și de la alte instituții care luptă contra traficului de persoane.
La activitatea Agenției concură mai multe ministere, printre care Ministerul Muncii, Ministerul Educației și Ministerul Sănătății.
Președintele Agenției are sarcina de a raporta tuturor factorilor interesați o dată la 6 luni.